# Пергамска и Адрамитска епархия
Пергамската и Адрамитска епархия (на гръцки: Ιερά Μητρόπολη Περγάμου και Αδραμυττίου) е титулярна епархия на Вселенската патриаршия. Диоцезът съществува за няколко месеца през 1922 година с център в град Пергам, на турски Бергама. Титлата на предстоятеля е Митрополит на Пергам и Адрамити, ипертим и екзарх на Адрамитския залив (Ο Περγάμου και Αδραμυττίου, υπέρτιμος και έξαρχος κόλπου Αδραμυττηνού).

## История
Пергам е основан от епидавърски колонисти преди IV век пр. Хр. Адрамити е лидийски град, който в 422 г. пр. Хр. е заселен от гърци от Делос. След 325 година епископиите на Пергам и Адрамити са под юридсдикцията на Ефеската митрополия. През XIII век Пергамската епископия става митрополия, но след унищожаването на града от Тимур в 1402 година, епархията е закрита и присъединена към Ефеската. Митрополията на Пергам и Адрамити е възстановена на 19 февруари 1922 година, когато районът е под гръцки контрол. Епархията граничи с Дарданелската и Лампсакска митрополия на север, Кизическата и Ефеската на изток, с Ефеската на юг и с Бяло море на запад. Други важни градове са Кемери (Бурхание) и Дикели (Кънък).
След обмена на население между Гърция и Турция в 1922 година, на територията на епархията не остава православно население.

## Митрополити
| Име        | Име        | Управление                          | Забележка                     | Години      |
| ---------- | ---------- | ----------------------------------- | ----------------------------- | ----------- |
| Александър | Αλέξανδρος | 19 февруари 1922 – 9 октомври 1924  | от анейски м., в зъхненски м. | 1878 – 1958 |
| Адамантий  | Αδαμάντιος | 9 октомври 1943 – 25 ноември 1958 † |                               | 1909 – 1958 |
| Йоан       | Ιωάννης    | 22 юни 1986 – 2 февруари 2023 †     |                               | 1931 – 2023 |